# Museo Parroquial de Jérica
El Museo Parroquial de Jérica (Provincia de Castellón, España) se sitúa en las dependencias de la iglesia de Santa Águeda, construida en la casa–palacio del infante Martín (hijo de Pedro IV el Ceremonioso), que la cedió para tal fin en el año 1395.
Fue inaugurado en el año 1997 por iniciativa del consejo parroquial, para ello se habilitaron unas habitaciones existentes en la parte alta del Altar Mayor.
Son objetos religiosos que en su gran mayoría se utilizan, si no de manera habitual, para el culto, sí en días señalados y concretamente a fiestas que por su solemnidad requieren ensalcen las diversas ceremonias religiosas.